# Sanctuary (singel Gabrielli Cilmi)
Sanctuary – singel australijskiej piosenkarki i autorki tekstów Gabrielli Cilmi, pochodzący z jej debiutanckiego albumu Lessons to Be Learned. Singel został wydany w 2007 roku, 10 listopada 2008 roku nastąpiła jego reedycja.

## Wydanie
Sanctuary został wydany najpierw 12 grudnia 2007 roku w formacie digital download, natomiast 10 listopada został wydany singel CD tej piosenki.

## Teledysk
Klip do utworu rozpoczyna się włączeniem przez piosenkarkę magnetofonu. Na teledysku ukazana jest w wielu różnych miejscach, krążąc po pokoju, leżąc na łóżku czy siedząc na fotelu, pisząc coś w książce. Śpiewa też na tle padającego deszczu, również przechadza się po ogrodzie z parasolem w deszczu. Klip kończy się wyjściem artystki z domu.

## Format wydania
Singel CD 
1. "Sanctuary" (Radio Edit) – 3:00
2. "Sanctuary" (Pocketknife's Full Length Re-Edit) – 5:32

Maxi singel 
1. "Sanctuary" (Radio Edit) – 3:00
2. "Sanctuary" (Pocketknife's Full Length Re-Edit) – 5:32
3. "Sanctuary" (Solitaire Club Mix) – 5:30
4. "Sanctuary" (Video)

Itunes 
1. "Sanctuary" – 3:28
2. "Sanctuary" (wersja akustyczna) – 3:30

Promo singel CD 
1. ”Sanctuary” – 3:00

Promo remixes singel CD 
1. "Sanctuary" (Mac Project Club Mix)
2. "Sanctuary" (Solitaire Club Remix)
3. "Sanctuary" (Alex B Club Mix)
4. "Sanctuary" (Alex B Dub Mix)
5. "Sanctuary" (Alex B Radio Edit)
6. "Sanctuary" (Solitaire Radio Edit)
7. "Sanctuary" (Mac Project Radio Edit)

## Notowania
| Kraj                          | Najwyższa pozycja |
| ----------------------------- | ----------------- |
| Holandia (Single Top 100)     | 72                |
| Niemcy (Media Control Charts) | 67                |